# ريال الحجاز

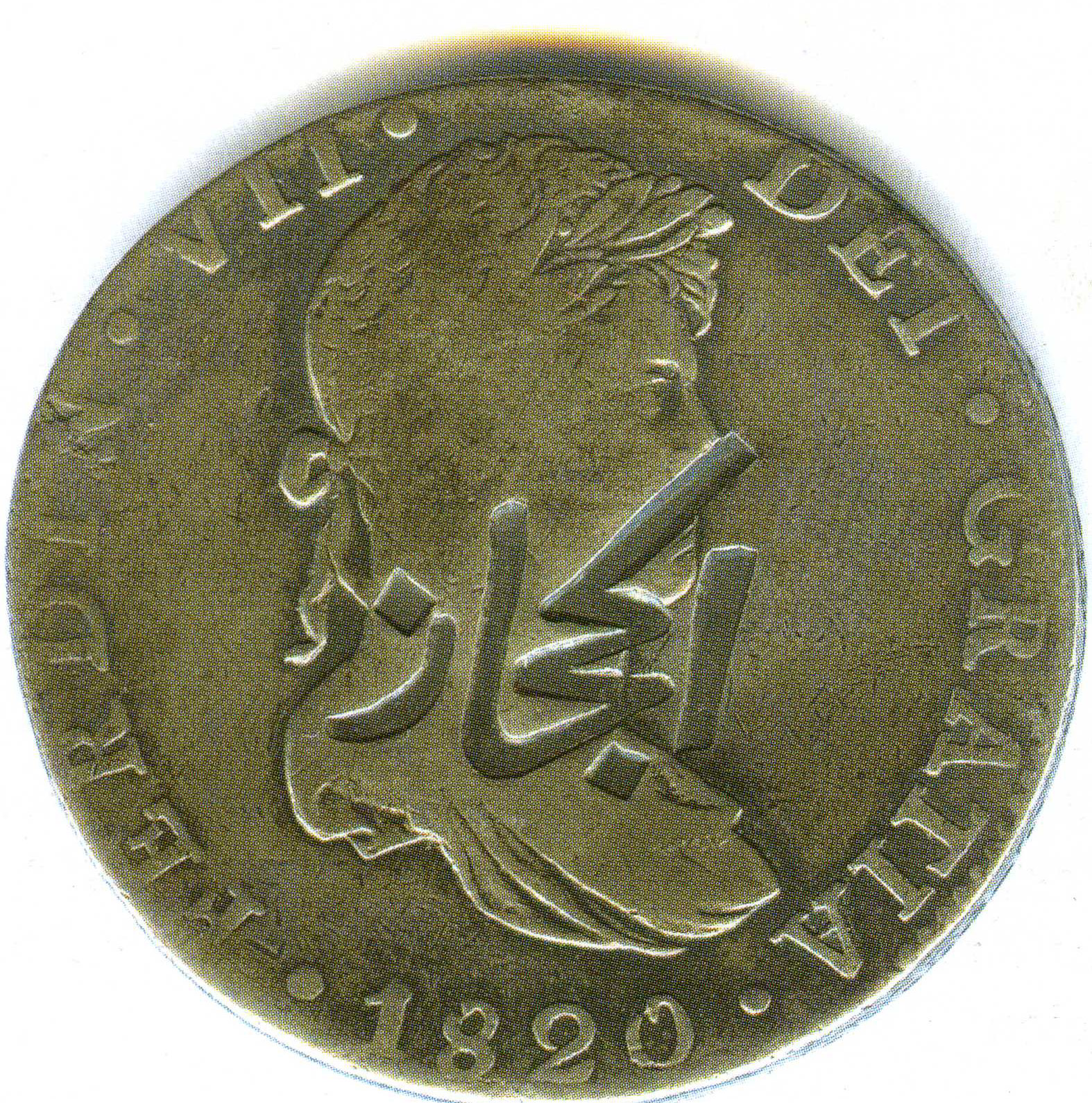
عملة إسبانية تحمل صورة ملك إسبانيا الملك فرناندو السابع وقد نقش عليها اسم الحجاز وكانت تستخدم في الحجاز سنة 1820 م

ريال الحجاز أو ريال حجازي، هي عملة كانت تستخدم في الحجاز في الفترة ما بين 1916 و 1925. وتنقسم إلى 20 قرش. وكان الريال عملة فضية لها نفس وزن العملة العثمانية 20 قرش (20 kuruş) ولكن تم سكها بنسبة صفاء 0.917 بدلا من 0.830 نسبة صفاء. تم استبدال الريال الحجازي بالريال السعودي في عام 1925، بنفس القيمة والمواصفات.

## العملات المعدنية
في عام 1916، تم إصدار العملة البرونزية من فئات ⅛، ¼، ½ و 1 قرش، جنبا إلى جنب مع عملة الفضة من فئات 5 و 10 و 20 قرش. أيضا تم سك عملة من الذهب بقيمة 1 دينار. النقود التركية والمصرية، بالإضافة إلى عملة تالر ماريا تريزا ، تم ختمها ونقشها بالكلمة العربية «الحجاز» من قبل حكومة مملكة الحجاز، لاستخدامها في الحجاز.